# Bola (Galiza)

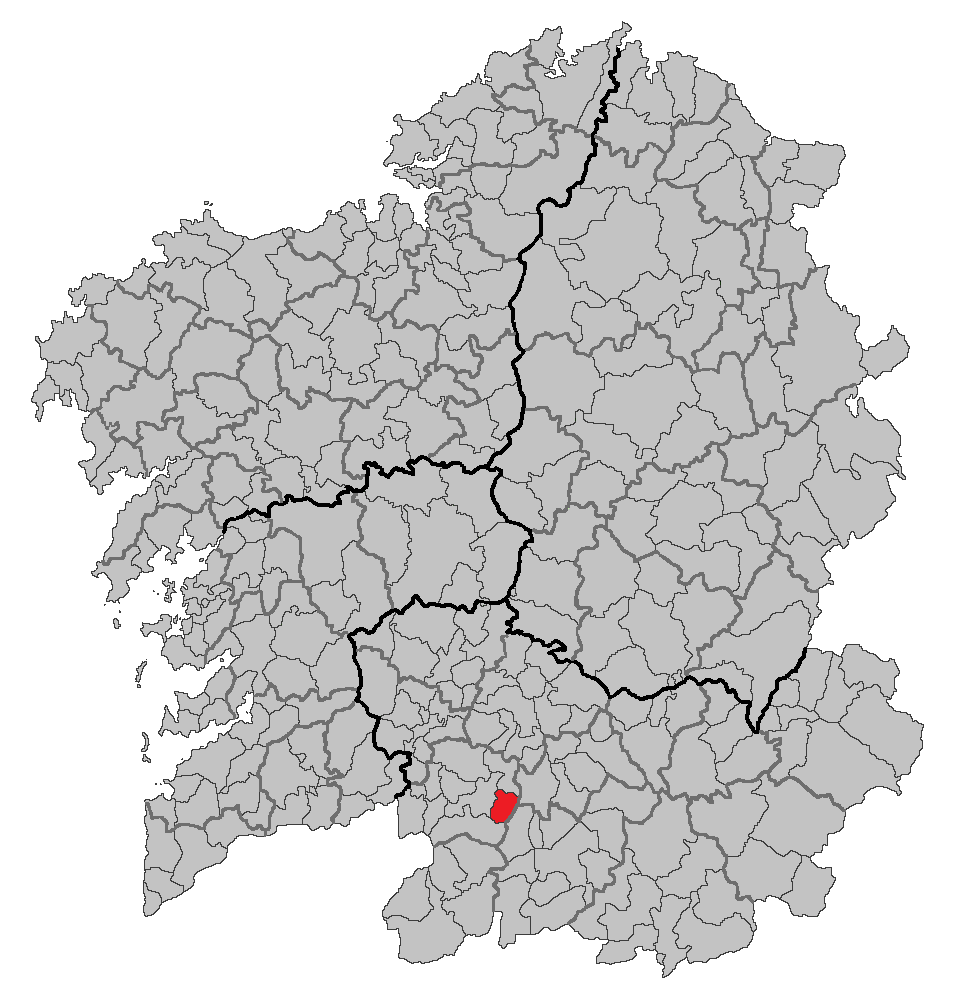
Localização da Bola na Galiza.

Bola (A Bola; La Bola em espanhol) é um município da Espanha na província 
de Ourense, 
comunidade autónoma da Galiza, de área 34,9 km² com 
população de 1497 habitantes (2007) e densidade populacional de 44,08 hab/km².

## Demografia
| Variação demográfica do município entre 1991 e 2004 | Variação demográfica do município entre 1991 e 2004 | Variação demográfica do município entre 1991 e 2004 | Variação demográfica do município entre 1991 e 2004 |
| --------------------------------------------------- | --------------------------------------------------- | --------------------------------------------------- | --------------------------------------------------- |
| 1991                                                | 1996                                                | 2001                                                | 2004                                                |
| 1772                                                | 1648                                                | 1527                                                | 1549                                                |